# The Ultimate Fighter: Heavyweights Finale
The Ultimate Fighter: Heavyweights Finale, também conhecido como The Ultimate Fighter 10 Finale foi um evento de artes marciais mistas promovido pelo Ultimate Fighting Championship, ocorrido em 5 de dezembro de 2009 no Pearl at the Palms em Paradise, Nevada.

## Resultados
Nota 1 Jones aplicou cotoveladas de cima para baixo no seu oponente.

## Bônus da Noite
Lutadores receberam um bônus de $25,000.
- Luta da Noite:  Frankie Edgar vs.  Matt Veach
- Nocaute da Noite:  Roy Nelson
- Finalização da Noite:  Mark Bocek